# Санитария
Санитари́я (от лат. sanitas — «здоровье»; греч. ὑγίεια) — система мероприятий, обеспечивающих охрану здоровья и профилактику различных заболеваний, а также комплекс мер по практическому применению разработанных гигиенической наукой нормативов, санитарных правил и рекомендаций, обеспечивающих оптимизацию условий воспитания и обучения, быта, труда, отдыха, питания и опорожнения людей с целью укрепления и сохранения их здоровья. Со слов выдающегося гигиениста Г. В. Хлопина: «Если гигиена — наука о сохранении и улучшении здоровья, то санитария — практическая деятельность, при помощи которой это достигается» (1921).
Санитария обеспечивается административными, санитарно-техническими, организационно-санитарными и противоэпидемическими мероприятиями, исполнителями которых являются граждане, юридические лица и индивидуальные предприниматели, специальные государственные органы. Различают школьную, жилищно-коммунальную, производственную, пищевую санитарию.

## Современные аспекты употребления термина санитария
Термин санитария, как отрасль здравоохранения применялся в советском здравоохранении до 1960-х гг. В современности, научной разработкой вопросов санитарии занимается гигиена, практической организацией и проведением санитарно-гигиенических и противоэпидемических мероприятий — санитарно-эпидемиологическая служба.
В общем понимании под санитарией в настоящее время по определению ВОЗ подразумевается обеспечение сооружений и служб для безопасной утилизации мочи и фекалий людей, а также применяется для обозначения поддержания гигиенических условий.